# Большеменников, Борис Павлович
Борис Павлович Большеменников — советский деятель внутренней безопасности, депутат Верховного Совета РСФСР.

## Биография
Родился в 1904 году; место рождения — Севастополь. Национальность — еврей. Член ВКП(б) c 1925.
В органах ВЧК−ОГПУ−НКВД с 1930.
До 19.11.1936 — пом. нач. 11 отделения ЭКО ГУГБ НКВД СССР. С 19.11.1936 — пом. нач. 5 отделения ЭКО ГУГБ НКВД СССР. До 02.03.1938 — нач. 3 отделения 6 отдела ГУГБ НКВД СССР. С 02.03.1938 — пом. нач. УНКВД Кировской обл. До 03.1939 — и. о. зам. нач. УНКВД Кировской обл. С 03.1939 — нарком внутренних дел Мордовской АССР. С 25.06.1939 — начальник Темниковского ИТЛ НКВД.
С 11.12.1935 — старший лейтенант государственной безопасности, c 02.12.1937 — капитан государственной безопасности.
Депутат Верховного Совета РСФСР 1 созыва.
Арестован в 1939 году. Осужден 27.11.1940. Орган, вынесший решение — ОСО при НКВД СССР. Осужден к ИТЛ в 1940 году.